# Ц-101
Ц-101 је шпански подзвучни једномоторни млазни школско-борбени авион, намењен првенствено обуци војних пилота, али и јуришним дејствима. Развила га је шпанска компанија Ваздухопловне конструкције из Мадрида.

## Развој и дизајн
Први прототип Ц-101 обавио је свој први пробни лет 27. јуна 1975. године, а у оперативну употребу је уведен 17. марта 1980. године. Ц-101 је нискокрилац, са тандем седиштима (опремљеним системом за катапултирање у случају опасности), док му је стајни трап типа трицикл. Дужина авиона износи 12,5 m, размах крила 10,6 m, а висина 4,25 m. Авион Ц-101 је погоњен млазним мотором ТФЕ731-5-1Ј, потиска 19,13 kN. Ц-101 поседује шест подвесних тачака за наоружање, а има и унутрашњи спремник у центру трупа иза кокпита, што је јединствен случај међу школско-борбеним авионима. На спољашњим подвесним тачкама може понети до 2250 килограма терета. Максимална брзина авиона Ц-101 износи 834 km/h, а максимална висина лета 12,8 километара. Први корисник овог авиона било је шпанско ратно ваздухопловство. Направљено је укупно 166 примерака, а 55 их је извезено у друге земље (укључујући и оне који су претходно били у шпанској служби).

## Корисници
- Јордан
- Хондурас
- Чиле
- Шпанија

## Галерија
- Ц-101